# Vishay
Vishay Intertechnology, Inc. (NYSE: VSH) er en amerikansk producent af mikrochips og elektroniske komponenter. De producerer ensrettere, dioder, MOSFETs, optoelektronik, udvalgte integrerede kredsløb, modstande, kondensatorer og induktorer. Vishay Intertechnology havde i 2023 en årsomsætning på 3,4 mia. $. Ved udgangen af 2023 havde de ca. 23.500 ansatte.
Vishay Intertechnology blev etableret i 1962 af polskfødte Felix Zandman.